# Ousseynou Ndiour
Ousseynou Ndiour (ur. 18 marca 1971) – piłkarz senegalski grający na pozycji bramkarza.

## Kariera klubowa
W swojej karierze piłkarskiej Ndiour grał między innymi w marokańskim klubie FUS Rabat.

## Kariera reprezentacyjna
W 2000 roku Ndiour został powołany do reprezentacji Senegalu na Puchar Narodów Afryki 2000, na którym był rezerwowym bramkarzem dla Oumara Diallo.